# Горан Закарич
Горан Закарич (босн. Goran Zakarić; нар. 7 листопада 1992, Градишка) — боснійський футболіст, півзахисник клубу «Желєзнічар». Виступав, зокрема, за клуб «Широкі Брієг», а також національну збірну Боснії і Герцеговини.

## Клубна кар'єра
Закарич розпочав кар'єру в «Козарі». У віці 15 років був переведений до першого команди. У червні 2010 року підписав 3-річний контракт з «Широкі Брієгом». У травні 2011 року перейшов до «Динамо» (Загреб), з яким підписав 7-річний контракт, проте вже незабаром на правах оренди повернувся до «Широкі Брієга». Влітку 2012 року був орендований «Локомотивою» (Загреб). У травні 2013 року знову на правах оренди розпочав виступати в «Широкі Брієгу». У червні 2015 року був орендований на один сезон «Зріньскі». У 2016 році на правах оренди перейшов до хорватського клубу «Славен Белупо».
До складу клубу «Желєзнічар» приєднався 2017 року. Станом на 17 червня 2017 відіграв за команду із Сараєва 17 матчів в національному чемпіонаті.

## Виступи за збірні
Протягом 2011—2014 років залучався до складу молодіжної збірної Боснії і Герцеговини. На молодіжному рівні зіграв у 13 офіційних матчах, забив 1 гол.
22 серпня 2014 року був викликаний до табору національної збірної Боснії і Герцеговини на поєдинки проти Ліхтенштейну та Кіпру. 4 вересня 2014 року дебютував у складі національної збірної в переможному (3:0) товариському поєдинку з Ліхтенштейном.

## Досягнення
«Зриньські»
- Прем'єр-ліга
  -  Чемпіон (1): 2015/16

«Желєзнічар»
- Кубок Боснії і Герцеговини
  -  Володар (1): 2017/18

«Партизан»
- Кубок Сербії
  - Володар (1): 2018/19

«Борац»
- Прем'єр-ліга
  -  Чемпіон (1): 2020/21

«Вардар»
- Кубок Північної Македонії
  - Володар (1): 2024/25